# Ulrich Krzemien

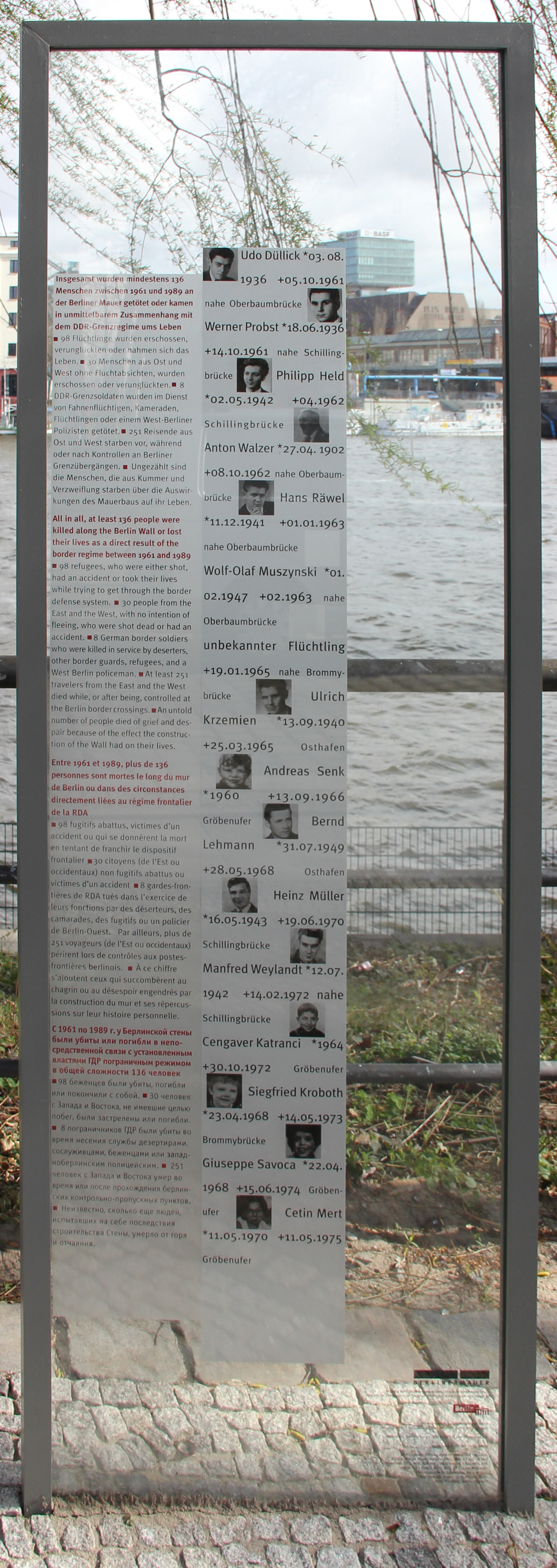
Gedenktafel am May-Ayim-Ufer, in Berlin-Kreuzberg

Ulrich Krzemien (* 13. September 1940 in Berlin; † 25. März 1965 ebenda) war ein Todesopfer an der Berliner Mauer. Er ertrank in der Spree bei dem Versuch von West- nach Ost-Berlin zu schwimmen.

## Leben
Als viertes Kind einer Kriegerwitwe wurde Ulrich Krzemien während des Zweiten Weltkriegs in Berlin geboren. Seine Mutter musste ihre sechs Kinder alleine versorgen, da der Vater nicht aus dem Krieg zurückkehrte. Ulrich Krzemien beendete die Schule nach der achten Klasse. Anschließend absolvierte er eine Maurerlehre beim VEB Bau Berlin. Er arbeitete danach in verschiedenen Baubetrieben in Ost-Berlin. Im Sommer 1959 suchte er sich eine Wohnung und Anstellung in West-Berlin. Seiner Mutter, die ihn zwischenzeitlich vermisst meldete, teilte er einige Wochen später per Brief mit, dass er in West-Berlin leben wolle. Über die offene Sektorengrenze besuchte er seine Mutter in der Folgezeit häufiger. Dabei wurde er im Juli 1961 festgenommen und wegen sogenannter „Republikflucht“ vor Gericht gestellt. Bis zum September 1962 saß er seine Haftstrafe in der Strafvollzugsanstalt Bützow-Dreibergen ab. Entgegen seinem Wunsch musste er in Ost-Berlin bleiben, wo er als Transportarbeiter dem VEB Kühlautomat zugeordnet wurde. Mitte Oktober 1962 floh er durch den Teltowkanal nach West-Berlin. Mit seiner Mutter stand er weiter in brieflichem Kontakt.
In der Spree zwischen Kreuzberg und Friedrichshain kam es am 25. März 1965 zu einem Zwischenfall. Ein Unbekannter schwamm gegen 21.30 Uhr von West- nach Ost-Berlin. Kurz vor dem östlichen Ufer rief er einen Grenzsoldaten um Hilfe. Dieser half ihm nicht. Als der Schwimmer die Leiter am Ufer empor kletterte, rutschte er ab und ging im Wasser unter. Der Grenzsoldat feuerte fünfmal in die Luft, um Grenzboote zu alarmieren. Die anschließenden Suche verlief ergebnislos. Auch auf West-Berliner Seite wurde der Vorfall bemerkt und Rettungskräfte verständigt. Sie durften sich allerdings nicht ins Wasser begeben, das an dieser Stelle komplett zu Ost-Berlin gehörte.
Am 13. April 1965 wurde zwischen Brommy- und der Schillingbrücke eine Wasserleiche gefunden, die später als Ulrich Krzemien identifiziert wurde. Das Ministerium für Staatssicherheit ging davon aus, dass es sich auch um den Unbekannten vom 25. März handelte. Am nächsten Tag vernahmen MfS-Mitarbeiter die Mutter von Krzemien und teilten ihr mit, dass er ertrunken sei. Bei der Obduktion wurde erheblicher Blutalkohol festgestellt.
Seine Schwester wendete sich nach der deutschen Wiedervereinigung an den Berliner Senat mit dem Verdacht, ihr Bruder sei in der Nähe der Massantebrücke erschossen worden. Die Informationen habe sie von einem DDR-Staatsanwalt, einer üblichen Legende von MfS-Mitarbeitern, erhalten. Die Untersuchung der Berliner Staatsanwaltschaft wurde eingestellt, da sich keine Hinweise auf ein Fremdverschulden ergaben.